# Morris Mureithi Mwangi
Morris Mureithi Mwangi (* 15. Mai 1980) ist ein kenianischer Marathonläufer.
2004 siegte er beim Pjöngjang-Marathon, und 2005 wurde er Vierter beim Nagano-Marathon. 
2007 wurde er in Pjöngjang Zweiter mit seiner persönlichen Bestzeit von 2:13:06 h. Ebenfalls in Pjöngjang wurde er 2009 Neunter, 2011 Zweiter und 2012 Dritter.